# Spjutrockeartade rockor
Spjutrockeartade rockor (Myliobatiformes)  är namnet på en av de fyra ordningarna rockor; broskfiskar besläktade med hajarna. De innefattades tidigare i ordningen Rajiformes, men senare fylogenetiska studier har visat att Myliobatiformes är en monofyletisk grupp och att de utvecklats oberoende av de egentliga rockorna.

## Systematik
Nelsons 2006 Fishes of the World indelar Myliobatiformes enligt:
- Underordning Platyrhinoidei
  - Familj Platyrhinidae
- Underordning Zanobatoidei
  - Familj Zanobatidae
- Underordning Myliobatoidei
  - Överfamilj Hexatrygonoidea
    - Familj Hexatrygonidae

  - Överfamilj Urolophoidea
    - Familj Plesiobatidae
    - Familj Urolophidae

  - Överfamilj Urotrygonoidea
    - Familj Urotrygonidae

  - Överfamilj Dasyatoidea
    - Familj Dasyatidae (spjutrockor)
    - Familj Potamotrygonidae
    - Familj Gymnuridae
    - Familj Myliobatidae (örnrockor)